# Сугр
Сугр (? — после 1107 года) — половецкий хан.

## Биография
В 1107 году половецкое войско, где помимо Сугра и его брата, были ханы Боняк, его брат Таз и Шарукан, было разгромлено русским войском в битве на реке Суле, которое возглавляли Святополк Изяславич, Владимир Мономах и Олег Святославич. Русские воины атаковали половцев, половцы не выдержали удара и побежали, в ходе преследования погибло много половцев среди них был Таз. Боняку и Шарукану удалось бежать, а в плен попал Сугр с братом и многие воины.
Дальнейшая его судьба неизвестна: умер в плену или же вернулся в степи после выкупа.
В его честь был назван город Сугров, взятый русскими воинами в 1111 году.